# Da'wa
 Da'wa  je pojam iz propagiranja islama. Označava misionarsko djelovanje. 
Podrazumijeva prenošenje poruke islama nemuslimanima i indiferentnim muslimanima, koji ne prakticiraju islam. Kod muslimana je cilj iznova poučavati (islamizirati) i motivirati da bi postali bolji vjernici. U Hrvatskoj pri Mešihatu islamske zajednice u Hrvatskoj djeluje Ured za da'wu i mladež koji organizira Susret islamske mladeži Hrvatske. Prvi Susret islamske mladeži održan je u Zagrebu, drugi na Krku, treći u Zagrebu, četvrti na Bjelolasici, peti u Osijeku i evo, 6. ponovno u Zagrebu. Sedmi je bio u Rijeci, osmi u Puli, deveti u Topuskom i Vojniću, deseti u Poreču.